# Alexandra Engen
Alexandra Engen (Sarpsborg, 5 de gener de 1988) és una esportista sueca que competeix en ciclisme de muntanya en la disciplina de camp a través, guanyadora de dues medalles d'or en el Campionat Mundial de Ciclisme de Muntanya, en els anys 2012 i 2013, i tres medalles en el Campionat d'Europa de Ciclisme de Muntanya entre els anys 2008 i 2014.

## Palmarès
- 2007
  -  Campiona de Suècia en Camp a través
- 2008
  -  Campiona de Suècia en Camp a través
- 2009
  -  Campiona d'Europa en Camp a través per relleus (amb Emil Lindgren, Matthias Wengelin i Tobias Ludvigsson)
  -  Campiona de Suècia en Camp a través
- 2010
  -  Campiona d'Europa sub-23 en Camp a través
  -  Campiona de Suècia en Camp a través
- 2011
  -  Campiona de Suècia en Camp a través
- 2012
  -  Camp a través per eliminació
  -  Campiona de Suècia en Camp a través
- 2013
  -  Camp a través per eliminació
  - 1a a la Copa del món en Camp a través per eliminació